# Joazar syn Boetosa
Joazar syn Boetosa – arcykapłan piastujący swój urząd dwukrotnie między 4 p.n.e. a 6 n.e.
Był bratem Szymona syna Boetosa, arcykapłana w latach 24-5 p.n.e.
Joazar został powołany na urząd arcykapłana w 4 p.n.e. W tym samym roku został odwołany przez Heroda Archelaosa. Kolejnym arcykapłanem został brat Joazara - Eleazar.
Po raz drugi został arcykapłanem w bliżej nieznanym roku, na pewno przed 6 n.e. Zastąpił wtedy Jezusa syna See. Herod Archelaos powołał Joazara, gdyż popierał koncepcję spisu ludności zarządzoną przez Rzymian.
Joazar popadł później w konflikt z ludem. Został pozbawiony urzędu w 6 roku przez Kwiryniusza. Kolejnym arcykapłanem został Annasz syn Setiego.